# Perimeter Institute for Theoretical Physics

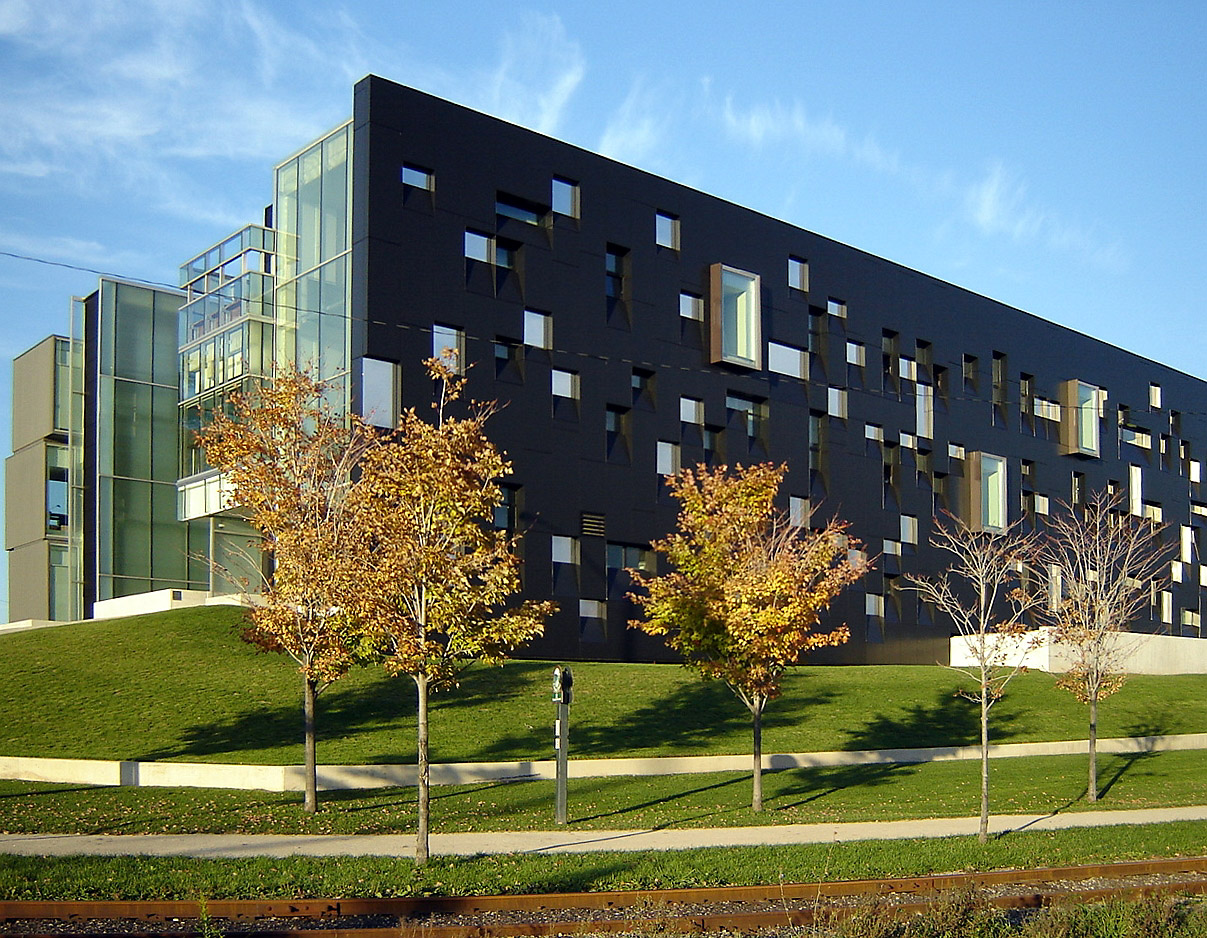
Das Perimeter Institute in Waterloo

Das Perimeter Institute for Theoretical Physics (PI) hat seinen Sitz in Waterloo (Ontario) in Kanada. Es ist ein unabhängiges Forschungsinstitut, das sich mit den Grundlagen der Theoretischen Physik befasst. Außerdem veranstaltet es jeden Sommer ein auf Physik ausgerichtetes Sommerlager für Schüler.
Das PI wurde 1999 von Mike Lazaridis, Mitbegründer und Co-CEO von Research In Motion (Hersteller des Blackberry), initiiert. Er stellte im Jahr 2000 dafür $100 Millionen an Privatmitteln zur Verfügung. Ziel war es, in Kanada ein Forschungsinstitut ähnlich dem Institute for Advanced Study in Princeton oder dem Kavli Institute for Theoretical Physics in Santa Barbara aufzubauen, mit relativ kleinem Stab und vielen Gastwissenschaftlern. Finanziert wird das Institut von privaten Stiftungen, durch Firmen, die kanadische Regierung und die Regierung von Ontario. Der Forschungsbetrieb begann 2001 und 2004 wurde ein eigenes Gebäude bezogen. 2011 wurde das Stephen Hawking Center am Perimeter Institute eröffnet, das die Kapazitäten nochmals erweiterte und nun rund 250 Wissenschaftler und Nachwuchsforscher beherbergen kann. Stephen Hawking hatte 2009 bis 2018 eine Gastprofessur am Perimeter Institute (Distinguished Visiting Research Chair).
Der Direktor des Institutes war seit 2008 Neil Turok und ist seit 2019 Robert C. Myers. Zu den dort arbeitenden Forschern gehören oder gehörten unter anderem Lee Smolin, Freddy Cachazo, Davide Gaiotto, Natalia Toro, Jaume Gomis, Philip C. Schuster, Pedro G. Vieira, John Harnad, Simone Giombi, Asimina Arvanitaki, Matthew Choptuik, Kendrick Smith, Michele Mosca, Raymond Laflamme, Robert Brandenberger, Clifford Burgess, Savas Dimopoulos, Sabine Hossenfelder, Bianca Dittrich, Kasia Rejzner und Kevin Costello. Zu den Gastwissenschaftlern zählten u. a. Stephen Hawking, Nima Arkani-Hamed, Gerardus ’t Hooft und Leonard Susskind.